# Irene Muyanga
Irene Muyanga (sinh ngày 12 tháng 11 năm 1943) là một vận động viên chạy nước rút người Uganda. Bà đã thi đấu ở nội dung 100 mét nữ tại Thế vận hội Mùa hè 1964.